# Blanka Lipińska
Blanka Lipińska, née le 22 juillet 1985 à Puławy, est une esthéticienne polonaise connue surtout comme personnalité de la presse people et comme romancière pour sa trilogie érotique 365 jours (365 dni) et son adaptation au cinéma diffusée sur Netflix, dont elle a co-écrit le scénario et dans lequel elle fait une apparition.

## Biographie
Après une scolarité secondaire au lycée n° VI de Puławy, elle suit des cours dans une école d'esthéticienne et devient maquilleuse-visagiste. En 2007, elle vient s'installer à Varsovie, où elle travaille dans les services commerciaux et marketing du secteur hôtelier. Parallèlement elle s'intéresse aux arts martiaux mixtes et entre en 2012 dans la fédération polonaise KSW où elle s'occupe notamment du recrutement et de la formation des « Ring girls » (jeunes femmes qui montent sur le ring entre les rounds de combats). Parallèlement, en 2015-2016, elle est manager dans des boîtes de nuit controversées à Sopot : The Roof, Show, Dream Club, The Star. En 2016, elle s'installe à Poznań avant de revenir à Varsovie en 2018 et d'abandonner l'année suivante la KSW.
Son premier roman, 365 jours I  est écrit en 2014. Elle dit avoir été inspirée par sa vie sexuelle insatisfaisante avec son partenaire de l'époque. Après que le manuscrit a été reçu avec enthousiasme par ses amis, elle décide de le faire éditer. Le livre a été publié en 2018 et est rapidement devenu un best-seller, se vendant à plus de 500 000 exemplaires. Le second tome, écrit et publié dans la foulée, rencontre à son tour un grand succès. Ses livres suscitent en même temps une grande controverse en raison des scènes érotiques audacieuses et du mode de promotion : elle apparaît dans une séance photo dénudée pour un numéro du mensuel CKM (en), dans laquelle elle couvre ses parties intimes avec des copies du roman. Le 3e tome du triptyque sort en 2019.
En 2020, elle anime au début de la pandémie de Covid-19 une émission de talk-show sur la chaine de télévision privée Polsat. Sur Netflix, son film est l'un des plus populaires de 2020 dans le monde entier : il a passé dix jours en première position, ce qui le place en seconde position de tous les films Netflix.